# Go Figure
Go Figure (conocida como Voluntad de hielo en Latinoamérica y ¡A por todas! en España), es una Película Original Disney Channel dirigida por Francine McDougall y protagonizada por Jordan Hinson. La película se estrenó el 10 de junio de 2005 en Estados Unidos y el 27 de junio de 2005 en Latinoamérica.

## Sinopsis
Katelin Kingsford (Jordan Hinson) tiene el sueño de convertirse en la mayor patinadora artística de todos los tiempos. Cuando su entrenadora favorita, Natasha Goberman, quiere entrenarla en una academia de la escuela, sus padres dicen no, pero a ella le es ofrecida una beca. Ella llega con una beca de hockey, aunque es una patinadora artística. Tiene que aprender a jugar con las niñas del equipo, donde los miembros no son muy amigables hacia ella y es difícil para esta. También tiene que ocultar el hecho de que es una patinadora artística de las chicas de hockey por miedo a ser "despellejada viva", ya que los dos equipos son rivales. En el equipo de patinaje artístico, las chicas le tienen envidia porque ella es talentosa. Dos de las patinadoras artísticas intentan su sabotaje a un punto, que no puede llegar a tiempo para una práctica con su patinadora artística favorita (Kristi Yamaguchi). Aunque Katelin pasa por muchos momentos difíciles, resulta ser una gran jugadora de hockey y una gran patinadora artística. Cuando tiene que elegir entre los dos deportes, (Las dos competencias se realizarían el mismo día) Katelin originalmente elige el partido de hockey de hielo, pero más tarde es capaz de llegar a su competencia patinaje sobre hielo (el equipo de hockey descubre acerca de su patinaje sobre hielo, pero la apoyan). Ella acaba de perder el campeonato de hockey, pero gana la competencia de patinaje artístico, con sus nuevas amigas del equipo de hockey, familiares y un gran hombre a su lado.

## Reparto
- Jordan Hinson - Katelin Kingsford
- Whitney Sloan - Amy "Hollywood" Henderson
- Ryan Malgarini - Bradley Kingsford
- Tania Gunadi - Mojo
- Amy Halloran - Ronnie
- Brittany Curran - Pamela
- Jake Abel - Spencer
- Cristine Rose - Natasha Goberman
- Kristi Yamaguchi - A Ella Misma
- Sabrina Speer - Shelby Singer
- Jodi Russell - Linda Kingsford
- Curt Dousett - Ed Kingsford
- Paul Kiernan - Entrenador Reynolds
- Morgan Lund - Bob
- Austin Jepson - Hooner
- Anne Sward - Ginger Anne pasto - Ginger
- Shauna Thompson - Asistente Técnico
- Kadee Leishman - Heather Kadee